# Miklós Laczkovich
Miklós Laczkovich (né à Budapest le 21 février 1948) est un mathématicien hongrois principalement connu pour ses travaux sur l'analyse réelle et théorie de la mesure géométrique. Son résultat le plus célèbre est la solution de la quadrature du cercle de Tarski, en 1989.

## Biographie
Laczkovich a obtenu son diplôme de mathématiques en 1971 à l'université Loránd Eötvös, où il a enseigné depuis. Il dirige actuellement le département d'analyse. Il est également professeur au University College de Londres. Il est correspondant (1993) puis devient membre (1998) de l'Académie hongroise des Sciences. Il a occupé plusieurs postes de professeur invité au Royaume-Uni, au Canada, en Italie et aux États-Unis.
Également un auteur prolifique, il a publié plus de 100 articles et deux livres, dont l'un, Conjecture and Proof, a été un succès international. Un de ses résultats est la solution du problème de Kemperman (en) : si une fonction réelle f satisfait l'inéquation fonctionnelle 2f(x) ≤ f(x + h) + f(x + 2h) pour tout h > 0, alors f est croissante. 
Le professeur Laczkovich apprécie et pratique la musique classique. Il a été actif dans diverses chorales dans les dernières décennies.

## Récompenses
- 1993 : Prix Ostrowski
- Membre de l'Académie hongroise des Sciences
- 1998 : Prix Széchenyi
- 2006 : Médaille Tibor-Szele